# ZNF452
ZNF452‏ (Zinc finger BED-type containing 9) هوَ بروتين يُشَفر بواسطة جين ZNF452 في الإنسان.